# Conseil supérieur de l'énergie
Pour les articles homonymes, voir CSE.
Le Conseil supérieur de l'énergie (CSE) est un organisme national français créé en 2006 et présidé depuis novembre 2022 par Jean-Luc Fugit, en succession à Anthony Cellier, défait aux élections législatives de juin 2022. 
Il est consulté au moins une à deux fois par mois à propos de la progression des énergies renouvelables (EnR) en France (par rapport aux objectifs énergétiques nationaux, européens et mondiaux). 

Certains de ses avis sont obligatoires, par exemple lors du Programmation pluriannuelle de l'énergie.

## Risques de confusion
Le CSE ne doit pas être confondu avec la CRE, la Commission de régulation de l'énergie qui est l'autorité administrative française chargée de veiller au bon fonctionnement du marché de l'électricité en France et du marché du gaz en France.

## Missions et fonctionnement

### Missions
Dans le cadre des attributions fixées par la législation il est chargé de conseiller le ministre chargé de l'énergie sur la politique énergétique nationale. 
Il est consulté sur tout acte réglementaire de l'État relatif à cette politique et sur les décisions portant sur les marchés de l’électricité et du gaz.
Il évalue la progression des énergies renouvelables dans le mix énergétique (consommation d'énergie finale) au regard des engagements français notamment pris dans le cadre européen du Paquet climat-énergie et des enjeux programmatiques de transition énergétique, de neutralité carbone. 
À la demande du ministère chargé de l'énergie il émet des avis sur des thématiques directement ou indirectement liées à l'énergie. 

Ces avis ne sont que consultatifs (sans valeur juridique).

### Fonctionnement
Le Conseil supérieur de l'énergie réunit des représentants regroupés en 7 collèges.  
Il est présidé par Jean-Luc Fugit (député Renaissance de la onzième circonscription du Rhône) depuis novembre 2022. Denise Saint-Pé, qui assurait l'intérim de la présidence de ce conseil depuis juin, est nommée vice-présidente.
Ces membres des collèges sont nommés pour 5 ans par arrêté du ministre chargé de l'énergie (sous réserve que ceux ayant un autre mandat le conservent durant cette durée).
Composition des 7 collèges
1. Parlementaires (3 députés + 2 sénateurs ; et autant de parlementaires suppléants) ;
2. Conseil d'État (1 membre ayant au moins le grade de conseiller, désigné par le vice-président du Conseil d’État) ;
3. ministères (4 représentants ; le directeur général de l'énergie et des matières premières, ou son représentant et 3 représentants d'autres ministères intéressés « désignés par le commissaire du Gouvernement auprès du conseil en fonction de la nature du dossier examiné »[3]) ;
4. collectivités territoriales (5 représentants dont 3 « désignés sur proposition d'associations représentatives d'élus territoriaux et deux désignés sur proposition d'associations représentatives des collectivités intéressées à la production et à la distribution d'énergie »[3]) ;
5. consommateurs (« 5 représentants des consommateurs d'énergie ainsi que d'associations agréées pour la protection de l'environnement »[3]) ;
6. entreprises des secteurs électrique, gazier, pétrolier, des |énergies renouvelables et de l'efficacité énergétique ; (13 représentants) ;
7. personnel des industries électrique et gazière (5 représentants « désignés sur proposition des organisations syndicales les plus représentatives de ce personnel »).

## Cadre réglementaire
- Loi n° 2005-781 du 13 juillet 2005 de programme fixant les orientations de la politique énergétique (cf. art 70 et 97 notamment)
- Loi n° 46-628 du 8 avril 1946 sur la nationalisation de l'électricité et du gaz, art. 45
- Décret n° 2006-366 du 27 mars 2006 relatif à la composition et au fonctionnement du Conseil supérieur de l'énergie